# SQL Star
SQL Star International Limited یک شرکت خدمات فناوری اطلاعات بود که دفتر مرکزی آن در حیدرآباد، هند، قرار داشت. سه بخش اصلی آن عبارتند از خدمات دانش، خدمات سازمانی و حکومت الکترونیک. همچنین در بورس اوراق بهادار بمبئی ثبت شد. (BSE: 532249)
این شرکت آموزش فناوری اطلاعات را به شرکت‌ها و افراد ارائه می‌دهد. در مارس ۲۰۰۸، SQL Star پورتال آموزش الکترونیکی خود را راه اندازی کرد - thelearningport.com. همچنین یک شریک آموزشی مجاز برای Red Hat , SUN و Oracle است. این شرکت همچنین یک پلتفرم لینوکس تعبیه شده به نام Embinux را به بازار عرضه می‌کند. در فوریه ۲۰۱۴ مجوز آن لغو شد.